# MKB-10 Poglavje XX: Zunanji vzroki obolevnosti in umrljivosti
| Mednarodna klasifikacija bolezni in sorodnih zdravstvenih problemov 10. popravljena izdaja | Mednarodna klasifikacija bolezni in sorodnih zdravstvenih problemov 10. popravljena izdaja | Mednarodna klasifikacija bolezni in sorodnih zdravstvenih problemov 10. popravljena izdaja     |
| Poglavje                                                                                   | Kategorije                                                                                 | Naslov                                                                                         |
| ------------------------------------------------------------------------------------------ | ------------------------------------------------------------------------------------------ | ---------------------------------------------------------------------------------------------- |
| I                                                                                          | A00-B99                                                                                    | Nekatere infekcijske in parazitske bolezni                                                     |
| II                                                                                         | C00-D48                                                                                    | Neoplazme                                                                                      |
| III                                                                                        | D50-D89                                                                                    | Bolezni krvi in krvotvornih organov in nekatere bolezni, pri katerih je udeležen imunski odziv |
| IV                                                                                         | E00-E90                                                                                    | Endokrine, prehranske in presnovne bolezni                                                     |
| V                                                                                          | F00-F99                                                                                    | Duševne in vedenjske motnje                                                                    |
| VI                                                                                         | G00-G99                                                                                    | Bolezni živčevja                                                                               |
| VII                                                                                        | H00-H59                                                                                    | Bolezni očesa in adneksov                                                                      |
| VIII                                                                                       | H60-H95                                                                                    | Bolezni ušesa in mastoida                                                                      |
| IX                                                                                         | I00-I99                                                                                    | Bolezni obtočil                                                                                |
| X                                                                                          | J00-J99                                                                                    | Bolezni dihal                                                                                  |
| XI                                                                                         | K00-K93                                                                                    | Bolezni prebavil                                                                               |
| XII                                                                                        | L00-L99                                                                                    | Bolezni kože in podkožja                                                                       |
| XIII                                                                                       | M00-M99                                                                                    | Bolezni mišično-skeletnega sistema in vezivnega tkiva                                          |
| XIV                                                                                        | N00-N99                                                                                    | Bolezni sečil in spolovil                                                                      |
| XV                                                                                         | O00-O99                                                                                    | Nosečnost, porod in poporodno obdobje                                                          |
| XVI                                                                                        | P00-P96                                                                                    | Nekatera stanja, ki izvirajo v obporodnem obdobju                                              |
| XVII                                                                                       | Q00-Q99                                                                                    | Prirojene malformacije, deformacije in kromosomske nenormalnosti                               |
| XVIII                                                                                      | R00-R99                                                                                    | Simptomi, znaki in nenormalni klinični in laboratorijski izvidi, ki niso uvrščeni drugje       |
| XIX                                                                                        | S00-T98                                                                                    | Poškodbe, zastrupitve in nekatere druge posledice zunanjih vzrokov                             |
| XX                                                                                         | V01-Y98                                                                                    | Zunanji vzroki obolevnosti in umrljivosti                                                      |
| XXI                                                                                        | Z00-Z99                                                                                    | Dejavniki, ki vplivajo na zdravstveno stanje in na stik z zdravstveno službo                   |
| XXII                                                                                       | U00-U99                                                                                    | Kode za posebno uporabo                                                                        |

Mednarodno klasifikacijo bolezni in sorodnih zdravstvenih problemov 10-ta revizija (MKB-10) objavlja Svetovna zdravstvena organizacija (WHO)..  Ta stran vsebuje MKB-10 Poglavje XX: Zunanji vzroki obolevnosti in umrljivosti.

## (V01-X59) Nezgode

### (W00-X59) Drugi zunanji vzroki naključnih poškodb

#### (W20-W49) Izpostavljenost neživim mehaničnim silam
- W20 	Udarec vrženega, izstreljenega ali padajočega predmeta
- W21 	Zadevanje ob športno opremo ali udarjanje z njo
- W22 	Zadevanje ob druge predmete ali udarjanje z njim
- W23 	Ujet, zmečkan, vkleščen ali stisnjen v ali med predmete
- W24 	Stik z napravami za dviganje in prenašanja, ki niso uvrščene drugje
- W25 	Stik z ostrim steklom
- W26 	Stik z možem, sabljo ali bodalom
- W27 	Stik z neelektričnim ročnim orodjem
- W28 	Stik z motorno kosilnico za travo
- W29 	Stik z drugimi električnimi ročnimi orodji in  gospodinjskimi aparati
- W30 	Stik s poljedelskimi stroji
- W31 	Stik z drugimi in neopredeljenimi stroji
- W32 	Strel ročnega strelnega orožja
- W33 	Strel puške, šibrovke in večjega strelnega orožja
- W34 	Strel iz drugega in neopredeljenega orožja
  - Strelna rana BDO
- W35 	Eksplozija in razpok kotla
- W36 	Eksplozija in razpok plinske posode
- W37 	Eksplozija in razpok zračnice, gumijaste cevi ali cevi pod pritiskom
- W38 	Eksplozija in razpok drugih opredeljenih sredstev pod pritiskom
- W39 	Ognjemet
- W40 	Eksplozija drugih materialov
- W41 	Izpostavljenost visokotlačnemu curku
- W42 	Izpostavljenost hrupu
- W43 	Izpostavljenost vibracijam
- W44 	Vstop tujka v oko ali skozi oko ali naravno odprtino
- W45 	Tujek ali predmet, ki predre kožo
- W49 	Izpostavljenost drugim in neopredeljenim neživim mehaničnim silam

#### (W50-W64) Izpostavljenost živim mehaničnim silam
- W50	Zadetje, udarec, brca, zvitje, pretem ali opraskanje, ki ga povzroči druga oseba
- W51	Udarec ali trčenje ob drugo osebo
- W52	Udarjen, porinjen ali pohojen v množici ali med paničnim pobegom
- W53	Ugriz podgane
- W54	Ugriz ali udarec psa
- W55	Ugriz ali udarec drugih sesalcev
- W56	Stik z morsko živaljo
- W57	Ugriz ali pik nestrupenih žuželk in drugih nestrupenih členonožcev
- W58	Ugriz ali udarec krokodila ali aligatorja
- W59	Ugriz ali stisk drugih plazilcev
- W60	Stik z rastlinskimi trni, bodicami in ostrimi listi
- W64	Stik z drugimi in neopredeljenimi živimi mehanskimi silami

#### (X20-X29) Stik s strupenimi živalmi in rastlinami
- X20	Stiki s strupenimi kačami in kuščarji
- X21	Stiki s strupenimi pajki
- X22	Stiki s škorpijoni
- X23	Stiki s sršeni, osami in čebelami
- X24	Stiki s stonogami in strupenimi stonogami (tropskimi)
- X25	Stiki z drugimi strupenimi členonožcev
- X26	Stiki s strupenimi morskimi živalmi in rastlinami
- X27	Stiki z drugimi opredeljenimi strupenimi živalmi
- X28	Stiki z drugimi opredeljenimi strupenimi rastlinami
- X29	Stiki z neopredeljenimi strupenimi živalmi in rastlinami

### (X60-X84) Namerna samopoškodovanje
- (X60) Namerna samozastrupitev z neopiodnim analegetikom, antipiretikom ter antirevmatikom in izpostavljenost le-tem
- (X61) Namerna samozastrupitev z antiepileptiki, sedativno-hipnotičnimi zdravili, antiparkinsoniki ter psihotropnimi zdravili in izpostavljanje le-tem, ki ni uvrščena drugje
- (X62) Namerna samozastrupitev z narkotiki in psihodisleptiki (halucinogeni) in izpostavljanje le-tem, ki ni uvrščena drugje
- (X63) Namerna samozastrupitev z drugimi zdravili, ki delujejo na avtonomni živčni sistem, in izpostavljanje le-tem
- (X64) Namerna samozastrupitev z drugimi in neopredeljenimi drogami, zdravili in biološkimi snovmi in izpostavljanje le-tem
- (X65) Namerna samozastrupitev z alkoholom in izpostavljanje le-temu
- (X66) Namerna samozastrupitev z organskimi topili in halogeniranimi ogljikovodiki ter njihovimi hlapi in izpostavljanje le-tem
- (X67) Namerna samozastrupitev z drugimi plini ter hlapi in izpostavljanje le-tem
- (X68) Namerna samozastrupitev z pesticidi in izpostavljanje le-tem
- (X69) Namerna samozastrupitev z z drugimi in neopredeljenimi kemikalijami in škodljivimi snovmi in izpostavljanje le-tem
- (X70) Namerno samopoškodovanje z obešanjem, zadavljenjem in zadušitvijo
- (X71) Namerno samopoškodovanje z utopitvijo in s potopitvijo
- (X72) Namerno samopoškodovanje s strelom iz ročnega strelnega orožja
- (X73) Namerno samopoškodovanje s strelom iz puške, šibrovke in večjega strelnega orožja
- (X74) Namerno samopoškodovanje s strelom iz drugega in neopredeljenega strelnega orožja
- (X75) Namerno samopoškodovanje z eksplozivnim materialom
- (X76) Namerno samopoškodovanje z dimom, ognjem in s plamenom
- (X77) Namerno samopoškodovanje s paro, z vročimi hlapi in vročimi pregmeti
- (X78) Namerno samopoškodovanje z ostrim predmetom
- (X79) Namerno samopoškodovanje s topim premetom
- (X80) Namerno samopoškodovanje s skokom iz višine
- (X81) Namerno samopoškodovanje s skokom ali z leganjem pred predmet v gibanju
- (X82) Namerno samopoškodovanje s trčenjem z motornim vozilom
- (X83) Namerno samopoškodovanje z drugimi opredeljenim sredstvi
- (X84) Namerno samopoškodovanje z neopredeljenim sredstvi

### (X85-Y09) Napad
- (X85) Napad z drogami, zdravili in biološkimi snovmi
- (X86) Napad s korozivnimi snovmi
- (X87) Napad z pesticidi
- (X88) Napad z plini in parami
- (X89) Napad z drugimi opredeljenio kemikalijami in škodljivimi snovmi
- (X90) Napad z neopredeljenimi kemikalijo ali škodljivo snovjo
- (X91) Napad z obešenjem, zadavljenjem in zadušitvijo
- (X92) Napad z utopitvijo in s potopitvijo
- (X93) Napad s strelom iz ročnega strelnega orožja
- (X94) Napad s strelom iz puške, šibrovke in večjega strelnega orožja
- (X95) Napad s strelom iz drugega in neopredeljenega strelnega orožja
- (X96) Napad z eksplozivno snovjo
- (X97) Napad z dimom, ognjem in s plameni
- (X98) Napad s paro, z vročimi hlapi in vročimi predmeti
- (X99) Napad z ostrim predmetom
- (Y00) Napad s topim premetom
- (Y01) Napad s porinjenjem iz višine
- (Y02) Napad s porinjenjem ali postavljanjem žrtve pred predmet v premikanju
- (Y03) Napad s trčenjem motornega vozila
- (Y04) Napad z uporabo telesne sile
- (Y05) Spolni napad z uporabo telesne sile
- (Y06) Zanemarjanje in zapustitev
- (Y07) Drugi sindromi trpinčenja
- (Y08) Napad z drugimi opredeljenimi sredstvi
- (Y09) Napad z neopredeljenimi sredstvi

### (Y40-Y84) Zapleti med zdravniško in kirurško oskrbo

#### (Y40-Y59) Droge, zdravila in biološke snovi pri zdravljenju, ki povzročajo škodljive učinke
- (Y40) Sistemski antibiotiki
  - (Y40.0) Penicilini
- (Y41) Drugi sistemski antiinfektivi in antiparazitiki
- (Y42) Hormoni in njihovi sintetični nadomestki in antagonisti, ki niso uvrščeni drugje
- (Y43) Predvsem sistemski agensi
  - (Y43.0) Antialergična in antiemetična zdravila
  - (Y43.1) Antineoplastični antimetaboliki
  - (Y43.2) Antineoplastični naravni izdelki
  - (Y43.3) Druga antineoplastična zdravila
  - (Y43.4) Imunosupresivni preparati
  - (Y43.5) Kisle in alkalne snovi
  - (Y43.6) Encimi, ki niso uvrščeni drugje
  - (Y43.8) Drugi predvsem sistemski agensi, ki niso uvrščeni drugje
  - (Y43.9) Predvsem sistemski agens, neopredeljen

- (Y44) Agensi, ki delujejo predvsem na krvne sestavine
  - (Y44.0) Preparati železa in drugi preparati proti hipokromni anemiji
  - (Y44.1) Vitamin B 12, folna kislina in drugi preparati proti megaloblastni anemiji
  - (Y44.2) Antikoagulansi
  - (Y44.3) Antagonisti antikoagulansov, vitamin K in drugi koagulansi
  - (Y44.4) Protitrombotična zdravila
  - (Y44.5) Thrombolitiki
  - (Y44.6) Naravna kri in krvni derivati
  - (Y44.7) Nadomestki plazme

- (Y45) Analgetiki, antipiretiki in protivnetna zdravila
- (Y46) Antiepileptiki in antiparkinsoniki
- (Y47) Sedativi, hipnotiki in antianksiotiki
- (Y48) Anestetiki in terapevtski plini
- (Y49) Psihotropina zdravila, ki niso uvrščene drugje
- (Y50) Stimulansi centralnega živčevja, ki niso uvrščeni drugje
- (Y51) Zdravila, ki delujejo predvsem na avtonomni živčni sistem
- (Y52) Agensi, ki delujejo predvsem na kardiovaskularni sistem
- (Y53) Agensi, ki delujejo predvsem na gastrointestinalni sistem
- (Y54) Agensi za vzdrževanje vodnega ravnotežja, ki delujejo predvsem na metabolizem mineralov in sečne kisline
- (Y55) Agensi, ki delujejo predvsem na gladke in skeletne mišice ter dihala
- (Y56) Lokalni agensi, ki delujejo predvsem na kožo in sluznico ter oftalmološka, otorinolaringološka in zobna zdravila
- (Y57) Druge in neopredeljene droge in zdravila
- (Y58) Cepiva proti bakterijam
- (Y59) Druga in neopredeljena cepiva in biološke snovi

### (Y90-Y98) Dodatni dejavniki, povezani z vzroki obolevnosti in umrljivosti, uvrščeni drugje
- (Y90) Prisotnost alkohola, dokazana z ugotovljeno količino alkohola v krvi
  - (Y90.0) Količina alkohola v krvi manj kot 20 mg/100 ml
  - (Y90.1) Količina alkohola v krvi 20–39 mg/100 ml
  - (Y90.2) Količina alkohola v krvi 40–59 mg/100 ml
  - (Y90.3) Količina alkohola v krvi 60–79 mg/100 ml
  - (Y90.4) Količina alkohola v krvi 80–99 mg/100 ml
  - (Y90.5) Količina alkohola v krvi 100–119 mg/100 ml
  - (Y90.6) Količina alkohola v krvi 120–199 mg/100 ml
  - (Y90.7) Količina alkohola v krvi 200–239 mg/100 ml
  - (Y90.8) Količina alkohola v krvi 240 mg/100 ml ali več
  - (Y90.9) Prisotnost alkohola v krvi, količina ni opredeljena

- (Y91) Prisotnost alkohola, določena s stopnjo zastrupitve
  - (Y91.0) Blaga zastrupitev z alkoholom
  - (Y91.1) Zmerna zastrupitev z alkoholom
  - (Y91.2) Težka zastrupitev z alkoholom
  - (Y91.3) Zelo težka zastrupitev z alkoholom
  - (Y91.9) Prisotnost alkohola, ki ni drugače opredeljena

- (Y95) Hospitalizem
- (Y96) Stanje, povezano z zaposlitvijo
- (Y97) Stanje, povezano z onesnaženostjo okolja
- (Y98) Stanje, povezano z načinom življenja